# محمد سعد البيشي
محمد سعد البيشي هو منفذ لعقوبات الإعدام في السعودية، منذ 1998م. وووصف بأنه «رائد منفذي أحكام الإعدام في المملكة العربية السعودية». يدعي البيشي بأنه أعدم 10 اشخاص في يوم واحد.
ينفذ البيشي عقوبات الإعدام بقطع الرأس باستخدام سيف، ونادراً مايستخدم سلاح ناري. البيشي أيضاً ينفذ عقوبات بتر الأعضاء عندما يتطلب الأمر تحت قانون الشريعة[1].

## الملاحظات
1. 1 2  Mahmoud Ahmad, "Kingdom’s Leading Executioner Says: ‘I Lead a Normal Life’", Arab News, 5 June 2003. نسخة محفوظة 03 مارس 2016 على موقع واي باك مشين.
2. ↑  http://abcnews.go.com/US/saudi-arabias-beheading-nanny-strict-procedures/story?id=18182757 Abcnews.go.com نسخة محفوظة 2020-08-31 على موقع واي باك مشين.